# Léa Serdarević
Lea Serdarević (født 17. august 1995 i Sarajevo, Bosnien-Hercegovina) er en kvindelig fransk/bosnisk håndboldspiller, der spiller for franske Toulon Saint-Cyr Var Handball og Schweiz' kvindehåndboldlandshold, som målvogter.
Hun blev i februar 2017, udtaget af Olivier Krumbholz til træningsamling før Golden League-turneringen i Le Mans og Orléans.